# Lena (Testbild)

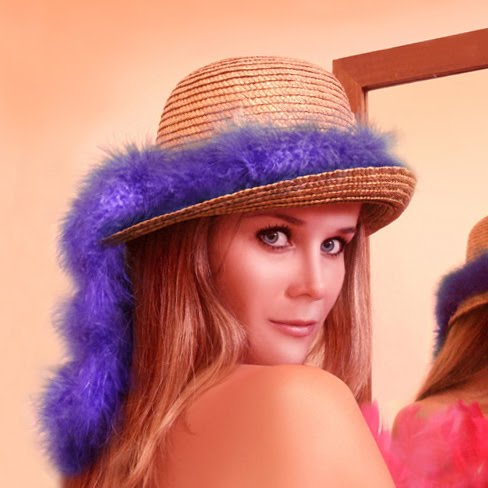
Nachstellung des Lena-Testbilds

Lena (auch Lenna) ist ein Testbild in der Bildverarbeitung. Es entstammt einer US-amerikanischen Ausgabe des Playboy von 1972 und zeigt das schwedische Model Lena Forsén von der Schulter aufwärts, welche in die Kamera blickt und einen Hut mit einer großen, blauen Feder trägt. Die Originalgrafik misst 512×512 Pixel bei einer Größe von 768 kB.
Das Bild erfuhr weite Verbreitung, da es vielfach zum Testen und Vergleichen von Bildverarbeitungsalgorithmen genutzt wurde. Kritiker sehen die Verwendung des Bildes als Objektifizierung von Frauen und Symbol männlicher Dominanz in der Wissenschaft, und führende Journals untersagen die Verwendung in Publikationen weitestgehend.

## Geschichte
Bereits vor Lena wurden Playboy-Bilder zur Demonstration von Bildverarbeitungsalgorithmen verwendet. 1961 verwendete Lawrence Roberts in seiner Masterarbeit über Dithering Schwarz-Weiß-Scans aus der Juliausgabe des Vorjahres.
Im Juni oder Juli 1973 suchten Wissenschaftler am Signal and Image Processing Institute (SIPI) der University of Southern California (USC) nach einem Testbild für eine Publikation. Dieses sollte eine glänzende Oberfläche für einen großen Dynamikumfang haben und ein menschliches Gesicht zeigen. Ein Kollege soll in diesem Moment zufällig mit einer Playboyausgabe den Raum betreten haben. Mittels Wirephoto-Scanner, je einem Analog-Digital-Umsetzer für Rot, Grün und Blau und einem HP 2100 Minirechner wurde das Bild gescannt. Aufgrund der fixen Scannerauflösung von 100 dpi und der Vorgabe eines Bildmaßes von 512×512 Pixeln wurde das aufgenommene Bild auf die oberen 5,12 Zoll (13 cm) beschränkt, wodurch das Motiv auf Schulterhöhe abgeschnitten ist. Aufgrund eines technischen Fehlers wurde eine Zeile zu wenig gescannt, um das quadratische Format zu erhalten wurde anschließend die oberste Zeile verdoppelt. Da zum damaligen Zeitpunkt Scanner noch nicht weit verbreitet waren, stellten die Wissenschaftler die Datenbänder mit der Datei anderen Forschern zur Verfügung, die es als Vergleichs- und Testmotiv nutzten. Später wurde es Teil der USC-SIPI Image Database, welche Wissenschaftlern eine Reihe von standardisierten Testbildern zur Verfügung stellt und sich als Industriestandard etablieren konnte.:73
Das Bild erfuhr weite Verbreitung, nachdem es im Juli 1991 zusammen mit dem Testbild Peppers auf dem Titel der Fachzeitschrift Optical Engineering erschien. In der Folgezeit entwickelte sich Lena zum meistverwendeten Testbild in der Bildverarbeitungsforschung.
Der Playboy hat sich entschieden, Urheberrechtsverletzungen bei diesem Bild nicht zu verfolgen.
Forsén erfuhr erst 1988, nachdem sie von einem schwedischen Journalisten zum Thema interviewt wurde, von der wissenschaftlichen Verwendung des Bildes. 1997 wurde sie zum 50. Geburtstag der Society for Imaging Science and Technology eingeladen, wo sie Autogramme gab und mit den Besuchern für Erinnerungsfotos posierte. Einen ähnlichen Auftritt hatte Lena Söderberg auf der IEEE Conference on Image Processing 2015, auf der sie Publikationspreise des IEEE an die Preisträger überreichte.

## Kritik
Aufgrund der Herkunft und des Motivs der Datei ist die Verwendung als Testbild kontrovers. Kritiker führen an, dass das Bild Frauen objektifiziere und Teil einer sexistischen Atmosphäre in der Forschung sei.:133, 141
1996 empfahl David Munson, Herausgeber der IEEE-Zeitschrift Transactions on Image Processing, statt dem Lena-Bild Alternativen zu verwenden.
2012 verwendete eine Publikation ein Bild des italienischen Männermodels Fabio Lanzoni, um Aufmerksamkeit auf das Thema zu lenken.
In der 2019 veröffentlichten Dokumentation Losing Lena bat Forsén darum, das Bild nicht mehr zu verwenden.
Mehrere wissenschaftliche Fachzeitschriften fordern bei Verwendung des Lena-Bilds eine gesonderte Begründung, warum keine Alternativdatei zur Demonstration verwendet werden kann. Dazu gehören das Journal of Modern Optics (seit 2017), alle Zeitschriften von Nature (seit 2019) und die Publikationen der Fachgesellschaften Optica, SPIE und des Institute of Physics. Die Society for Industrial and Applied Mathematics schließt Publikationen mit dem Bild grundsätzlich vom Review-Prozess aus.
Das Lena-Bild und weitere Dateien mit ähnlichem Hintergrund sind nicht mehr Teil der USC-SIPI Bilddatenbank.

## Lena Forsén
Lena Elisabeth Forsén (* 31. März 1951 als Lena Elisabeth Söderberg in Schweden) zog Ende der 1960er Jahre nach Chicago, um als Au-pair bei Verwandten zu arbeiten. Das spätere Lena-Bild wurde 1972 aufgenommen und als Centerfold in der Novemberausgabe des Playboy unter dem Namen Lenna Sjööblom veröffentlicht. Da Lena auf Englisch üblicherweise /ˈliːnə/ ausgesprochen wird, verwendeten die Autoren auf Initiative des Models eine Schreibweise mit Doppel-N, welche näher an der schwedischen Aussprache [leːˈna] liegt.
Später zog Forsén nach Rochester, modelte unter anderem für Kodak und arbeitete als Kellnerin. In den 1990ern lebte sie wieder in Schweden und arbeitete für die Regierung.
Sie war zwei Mal verheiratet und hat drei Kinder.